# کچ‌اپ
کچ‌اپ (انگلیسی: Ketchapp) شرکت بازی ویدئویی فرانسوی است، که در سال ۲۰۱۴ تأسیس شد.